# Lee Yu-ri
Lee Yu-ri (en hangul, 이유리; n. 28 de enero de 1980) es una actriz surcoreana.

## Carrera
Hizo su debut en 2001.
Ganó popularidad por su papel de Hwang Geum-ran, la antagonista del drama de fin de semana de MBC, Twinkle Twinkle de 2011 y a Yeon Min-jung en Jang Bo-ri is Here! de 2014. Este último también finalmente impulsó a la actriz al estrellato.
En 2014, Lee ganó el Gran Premio en los MBC Drama Awards, ganando 385,434 (aproximadamente el 54%) de los 712,300 votos enviados por los televidentes. También fue clasificada entre las cinco mejores de "Actor del año" de la encuesta gallup de Corea, escalando al segundo lugar justo detrás de Kim Soo Hyun.
El 4 de septiembre de 2020 se unió al elenco principal de la serie Lies of Lies donde dio vida a Ji Eun-Soo, una mujer que intenta convertirse en la madrastra de su hija biológica, hasta el final de la serie el 24 de octubre del mismo año.
En 2022 protagonizó la comedia negra Becoming Witch, donde es un ama de casa que, cuando descubre que su marido tiene una aventura, decide terminar con su matrimonio de una manera drástica.

## Filmografía

### Televisión
| Año  | Título                     | Personajes                           | Cadena    | Notas                                                     |
| ---- | -------------------------- | ------------------------------------ | --------- | --------------------------------------------------------- |
| 2023 | Batalla de amor            | Celebridad                           | Netflix   | Cameo, ep. 9-10                                           |
| 2022 | Becoming Witch             | Gong Ma-ri                           | TV Chosun | 12 episodios; protagonista                                |
| 2020 | Lies of Lies               | Ji Eun-soo                           | Channel A | papel principal                                           |
| 2017 | Unni is Alive              | Yeon Min Jeong (Cameo)               | SBS       | Episodios 61, 62                                          |
| 2017 | Ms. Perfect                | Cameo                                | KBS       | Episodio 1, 18                                            |
| 2017 | Strongest Deliveryman      | Yoon Hwa-young (Cameo)               | KBS       | Episodio 10, 11                                           |
| 2017 | My Father Is Strange       | Byun Hye-young                       | KBS       | 52 episodios                                              |
| 2016 | Honey, I am Sorry          | Xia Churong                          |           | Drama chino                                               |
| 2016 | Another Miss Oh            | Madre de Park Do-kyung (joven)       | tvN       | Cameo, Ep. 10                                             |
| 2016 | The Promise                | Lee Na-yeon/Baek Do-hee              | KBS       | Ganó el premio a la excelencia, actriz en un drama diario |
| 2015 | Super Daddy Yeol           | Cha Mi-rae                           | tvN       |                                                           |
| 2014 | MBC Drama Festival         | DJ de radio                          | MBC       | Episodio "Guitar and Hot Pants"                           |
| 2014 | Jang Bo-ri is Here!        | Yeon Min-jung                        | MBC       |                                                           |
| 2013 | Your Lady                  | Lee Eun-soo/Oh Yoo-jung              | SBS       |                                                           |
| 2012 | Blue Tower                 | Kim Yoo-ri                           | tvN       | Cameo (Episodio 44 de la segunda temporada)               |
| 2012 | Ice Adonis                 | Seol Yeon-hwa                        | tvN       |                                                           |
| 2011 | My Daughter the Flower     | La dueña de la cafetería             | SBS       | Cameo (Episodio 1)                                        |
| 2011 | Twinkle Twinkle            | Hwang Geum-ran                       | MBC       |                                                           |
| 2010 | Daring Women               | Ji Soon-young                        | SBS       |                                                           |
| 2008 | I Love You, Don't Cry      | Jo Mi-soo                            | MBC       |                                                           |
| 2008 | Mom's Dead Upset           | Na Young-mi                          | KBS2      |                                                           |
| 2006 | Invincible Parachute Agent | Amante en el pasado de Kang Eun-hyuk | SBS       | Cameo (Episodio 1)                                        |
| 2006 | Love and Ambition          | Park Sun-hee                         | SBS       | Remake del drama de 1987 con el mismo nombre              |
| 2005 | Young-jae's Golden Days    | Joo Eun-jae                          | MBC       |                                                           |
| 2004 | Precious Family            | Ahn Seong-mi                         | KBS2      |                                                           |
| 2003 | Argon                      | Kang Kang-hee                        | MBC       |                                                           |
| 2003 | Yellow Handkerchief        | Na Mi-ryeong                         | KBS1      |                                                           |
| 2003 | Twenty                     | Chae-ri                              | SBS       |                                                           |
| 2003 | Wife                       | Kim Yoon-joo                         | KBS2      | Remake del drama de 1982 con el mismo nombre              |
| 2002 | MBC Best Theater           | Su-jin                               | MBC       | Episodio "Being a Mom Is Burdensome"                      |
| 2002 | Loving You                 | Jo Soo-kyung                         | KBS2      |                                                           |
| 2001 | This Is What Love Is       | Oh Yoon-a                            | KBS2      |                                                           |
| 2001 | Empress Myeongseong        | Emperatriz Sunmyeong                 | KBS2      |                                                           |
| 2001 | School 4                   | Park Seo-won                         | KBS2      | Debut                                                     |
| 1999 | Hur Jun                    | Una de las sirvientas de la corte    | MBC       | Predebut (papel adicional)                                |
| 1999 | MBC Best Theater           |                                      | MBC       | Predebut (papel adicional)                                |

### Cine
| Año  | Título      | Personajes  |
| ---- | ----------- | ----------- |
| 2004 | Bunshinsaba | Kim In-sook |

### Programas de variedades
| Año(s)     | Título                         | Cadena    | Notas                                       |
| ---------- | ------------------------------ | --------- | ------------------------------------------- |
| 2020       | Fun-staurant                   |           |                                             |
| 2014, 2019 | Running Man                    | SBS       | Episodio 213 y 436                          |
| 2015       | Invisible Man                  | KBS       | Invitada (Episodio 2)                       |
| 2014       | MBC Gayo Daejejeon             | MBC       | Anfitriona                                  |
| 2014-2015  | Quiz to Change the World       | MBC       | Anfitriona (Episodio 274-283)               |
| 2014       | Healing Camp, Aren't You Happy | SBS       | Episodio 155                                |
| 2014       | Entertainment Weekly           | KBS2      | Episodio 1546 ("Guerilla Date" segment)     |
| 2014       | Section TV                     | MBC       | Episodio 744                                |
| 2014       | Saturday Night Live Korea      | tvN       | Episodio 98                                 |
| 2014       | Section TV                     | MBC       | Episodio 742 ("Star Ting" segment)          |
| 2014       | Happy Together Season 3        | KBS       | Episodio 358 ("Queen of Housework" special) |
| 2013       | Bright Solutionists            | Channel A | Anfitriona                                  |
| 2012       | Food Essay                     | O'live TV | Anfitriona                                  |

## Vida personal
En septiembre de 2010 se casó con un misionero, estudiante de teología. Se conocieron en 2008, y comenzaron a salir en 2009.

## Discografía

### Digital sencillos
"I Remember My Heart" (2012)
| N.º  | Título                                                            | Letras  | Música        | Duración |  |
| 1.   | «I Remember My Heart» (내 맘이 널 기억해, Nae Mami Neol Gieokhae) | J.Angel | Lee Young-jun | 4:18     |  |
| 2.   | «I Remember My Heart (Instrumental)»                              |         | Lee Young-jun | 4:18     |  |
| 8:36 |                                                                   |         |               |          |  |

Notas
El título de la canción literalmente significa "My Heart Remembers You".

## Premios y nominaciones
| Año  | Categoría                   | Premio                       | Serie                | Resultado |
| ---- | --------------------------- | ---------------------------- | -------------------- | --------- |
| 2020 | Excellence in Reality       | 2020 KBS Entertainment Award | Fun-staurant         | Ganó      |
| 2017 | Top Excellence Actress      | KBS Drama Award              | My Father is Strange | Ganó      |
| 2017 | Best Couple (Ryu Soo-young) | KBS Drama Award              | My Father is Strange | Ganaron   |
| 2017 | Best Entertainer Award      | SBS Entertainment Award      | Single Wife          | Ganó      |